# Lammerville
Lammerville é uma comuna francesa na região administrativa da Normandia, no departamento de Sena Marítimo. Estende-se por uma área de 8,86 km². Em 2010 a comuna tinha 334 habitantes (densidade: 37,7 hab./km²).